# بالی‌کلی، کانتی لاندندری
بالی‌کلی، کانتی لاندندری (به انگلیسی: Ballykelly, County Londonderry) یک روستا در بریتانیا است که در ساحل کوزو و گلنس واقع شده‌است. بالی‌کلی ۱٬۸۳۶ نفر جمعیت دارد.